# IJsseldelta (nationaal landschap)
IJsseldelta is een in 2005 aangewezen Nationaal Landschap in de Nederlandse gemeenten Kampen, Zwartewaterland en Zwolle en voor een heel klein deel in de gemeente Noordoostpolder.
Het omvat de polder Mastenbroek, het Kampereiland, de Mandjeswaard, polder De Pieper, de IJsselmonding en de boorden langs de IJssel, waar zich aan de westoever meerdere kolken bevinden, en is 18 621 ha groot. In het zuidoosten grenst het gebied aan het nationaal landschap de Veluwe. Het dorpje Mastenbroek ligt midden in het nationaal landschap.
In het nationale landschap bevinden zich kreekruggen, rivierduinen, kolken, terpen en eilanden (zandplaten).
Ook liggen er verschillende weteringen en lopen de riviertjes Ganzendiep en de Goot door het gebied.
Het gebied wordt in het westen begrensd door de IJssel, in het oosten door het Zwarte Water, in het noorden door het Zwarte Meer en de Ramsgeul en in het zuiden door de stad Zwolle. De historische binnenstad van Kampen ligt in het nationaal landschap. 

## Cultuurhistorisch
De Mastenbroekerpolder is een van de oudste droogleggingen van Nederland en stamt al uit de 14e eeuw. Ook staat de oudste Nederlandse stenen zeewering in dit gebied, genaamd de Stenen Dijk. Op Kampereiland bevinden zich een aantal karakteristieke en in Nederland unieke Kampereilandse terpboerderijen (Lage Hallenhuistype boerderijen, met karakteristieke hooibergen). In de Mastenbroekerpolder staan eveneens terpboerderijen, maar deze zijn van een ander type dan die op Kampereiland.

## Toeristisch
Dankzij de status van Nationaal Landschap geniet de IJsseldelta als toeristische regio enige naamsbekendheid. In de IJsseldelta zijn drie Hanzesteden te vinden, te weten Hasselt, Kampen en Zwolle. In de IJsseldelta is vooral veel te doen voor waterrecreanten vanwege de vele wateren die het gebied herbergt en omringen, zoals de IJssel. 